# Mieszko II Lambert van Polen
Mieszko II Lambert, bijgenaamd de Vadsige of de Luie (ca. 990 - 10 mei 1034) was koning van Polen.
Als zoon van koning Bolesław I van Polen kreeg Mieszko een goede opleiding, hij kon lezen en schrijven en beheerste Grieks en Latijn. In 1013 werd hij gouverneur van Krakau en onderhandelde hij namens Polen tijdens vredesbesprekingen in Merseburg. In 1015 plunderde hij in Bohemen maar werd gevangengenomen en pas na betaling van een losgeld vrijgelaten.
Door het testament van zijn vader werd Mieszko na diens overlijden koning, in plaats van zijn oudere halfbroer Bezprym. Tijdens het kerstfeest van 1025 werd hij gekroond in Gniezno. Koning Koenraad II de Saliër van Duitsland maakte bezwaar tegen de kroning met het argument dat hij formeel leenheer van Polen was en dat zijn toestemming voor de kroning had moeten worden gevraagd. Mieszko trok zich daar niets van aan, waarna Koenraad voor oorlog koos. Mieszko wist zich goed te verdedigen en probeerde de oorlog zo veel mogelijk in Duitsland zelf uit te vechten. Gedurende een paar jaar werd gevochten tussen een Duits-Boheems en Pools-Hongaars bondgenootschap. In 1030 werd Polen echter verslagen toen ook het Kievse Rijk de kant van Duitsland koos. Mieszko moest vluchten naar Bohemen en zijn halfbroer stuurde de koningskroon naar Duitsland. Polen werd verdeeld in losse hertogdommen. Mieszko kreeg een van de hertogdommen maar moest de Duitse oppermacht erkennen. Door moorden op zijn rivalen wist Mieszko het land in 1032 weer te verenigen. Mieszko werd in 1034 door Poolse edelen vermoord, hij werd begraven in de Sint-Petrus-en-Paulusbasiliek te Poznań (stad). 
Er is geen enkele reden om aan te nemen dat Mieszko lui of vadsig zou zijn. Vermoedelijk heeft hij achteraf deze bijnamen gekregen in de nationalistische geschiedschrijving omdat tijdens zijn regering de Poolse macht die door zijn vader was opgebouwd, door Duitsland werd gebroken. 
Mieszko was een zoon van Bolesław I van Polen en van Emnilda. Hij was in 1013 gehuwd met Richeza. Zij kregen de volgende kinderen:
- Casimir I
- mogelijk een onbekende dochter die met Emmerik van Hongarije (heilige) zou zijn getrouwd
- Richeza
- Gertrudis (1020- 4 januari 1107/1108), gehuwd met Izjaslav I van Kiev